# Cratere Nema
Nema  è un cratere sulla superficie di Marte.